# Shin-Kōbe (métro municipal de Kobe)
Shin-Kōbe (新神戸駅, Shin-Kōbe-eki) est une station de la ligne Seishin-Yamate du métro municipal de Kobe. Elle est située dans l'arrondissement Chūō-ku de Kobe, dans la préfecture de Hyōgo au Japon.
Mise en service en 1985, elle est desservie par les rames de la ligne Seishin-Yamate. Elle est en correspondance direct avec la gare de Shin-Kōbe.

## Situation sur le réseau

Plan du métro.

Établie en souterrain, Shin-Kōbe est une station de correspondance du métro : terminus est de la ligne Seishin-Yamate (verte) du métro municipal de Kobe. Elle est située avant la station Sannomiya, en direction du terminus ouest Seishin-chūō ; elle est également le terminus sud de la ligne Hokushin qui fonctionne en navette avec la station terminus nord Tanigami.
Du fait de sa situation, de station terminus ouest de la ligne Seishin-Yamate et station terminus sud de la ligne Hokushin, elle dispose de trois voies, une voie en impasse avec un quai latéral et les deux voies de la ligne encadrant un quai central.

## Histoire
La station Shin-Kōbe est mise en service le 18 juin 1985, lorsque le Bureau des transports municipaux de Kobe ouvre à l'exploitation le prolongement nord de la ligne Seishin-Yamate, de Ōkurayama à Shin-Kobe, nouveau terminus nord.
Le 2 avril 1988, elle devient également le terminus sud de la ligne Hokushin que la compagnie Hokushin Kyuko Railway ouvre à l'exploitation. Cette ligne ne dispose que de deux stations, un terminus sud Shin-Kōbe et un terminus nord Tanigami. Elle est alors exploitée conjointement avec la ligne Seishin-Yamate du métro, par la compagnie propriétaire. Celle-ci poursuit l'exploitation de la ligne Hokushin après son rachat par la Kobe Rapid Transit Railway.

Dessertes de la station
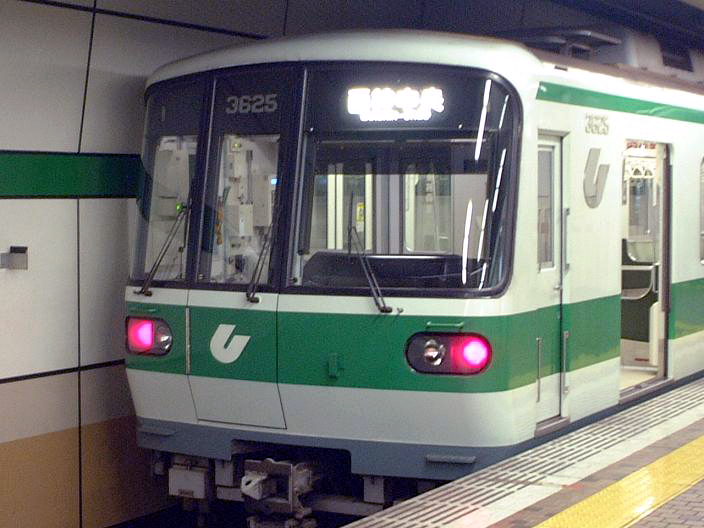
En 2005.
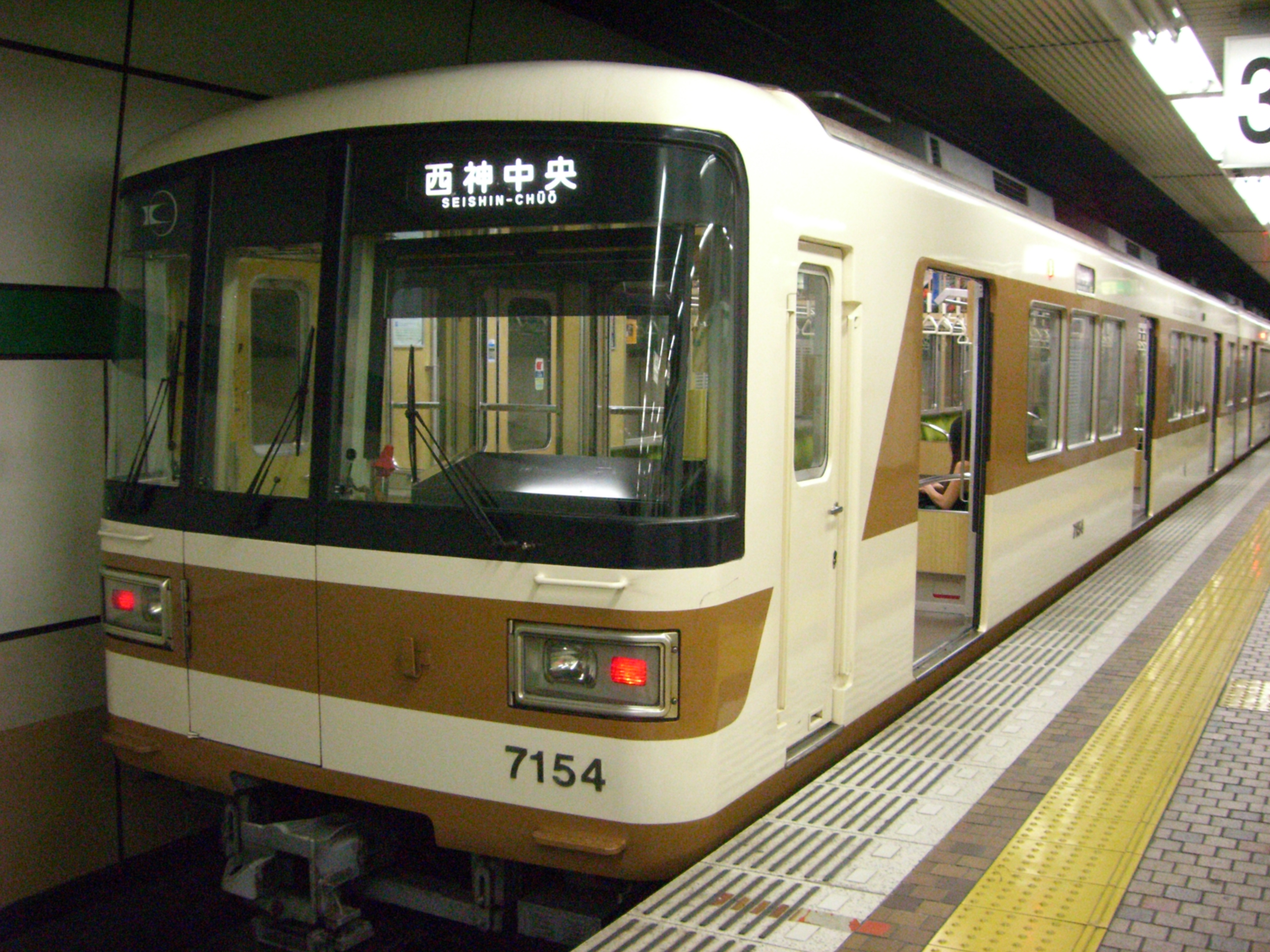
En 2008.
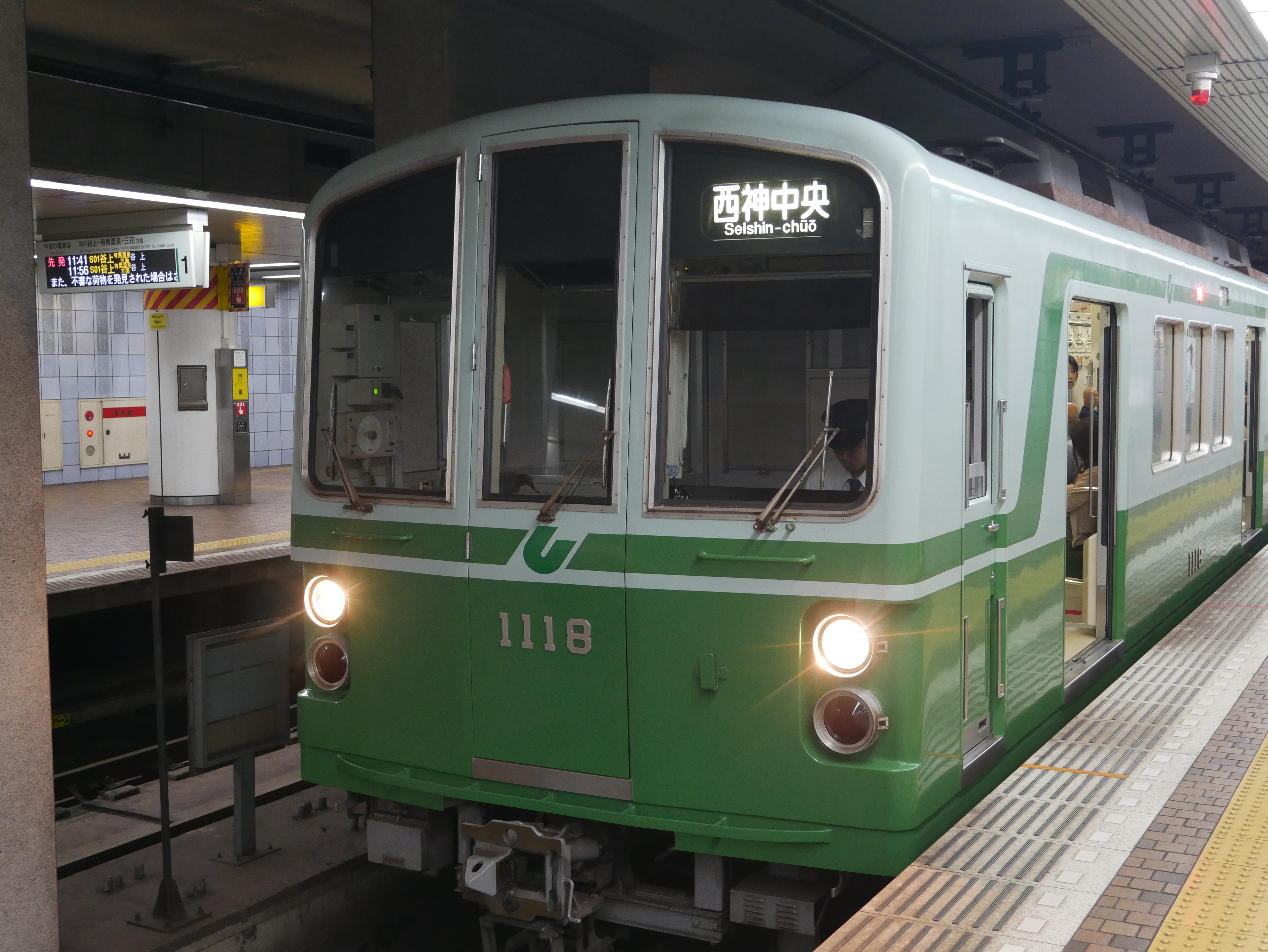
En 2019.

Un nouveau changement intervient le 1er juin 2020, avec le rachat et l'exploitation de la ligne par le Bureau des transports municipaux de Kobe qui l'intègre dans le réseau un métro et en fait un prolongement, avec transfert, de sa ligne Seishin-Yamate.

## Services aux voyageurs

### Accès et accueil
La station dispose d'un accès principal dans la gare avec des escaliers mécaniques et un ascenseur pour l'accessibilité des personnes à mobilité réduite, et deux accès secondaires situés à l'extérieur de la gare comportant uniquement des escaliers. Cet ensemble mène à une mezzanine reliée par des escaliers mécaniques et des ascenseurs aux quais 1 (latéral) et 2/3 (quai central) de la station situés au niveau inférieur.

Installations
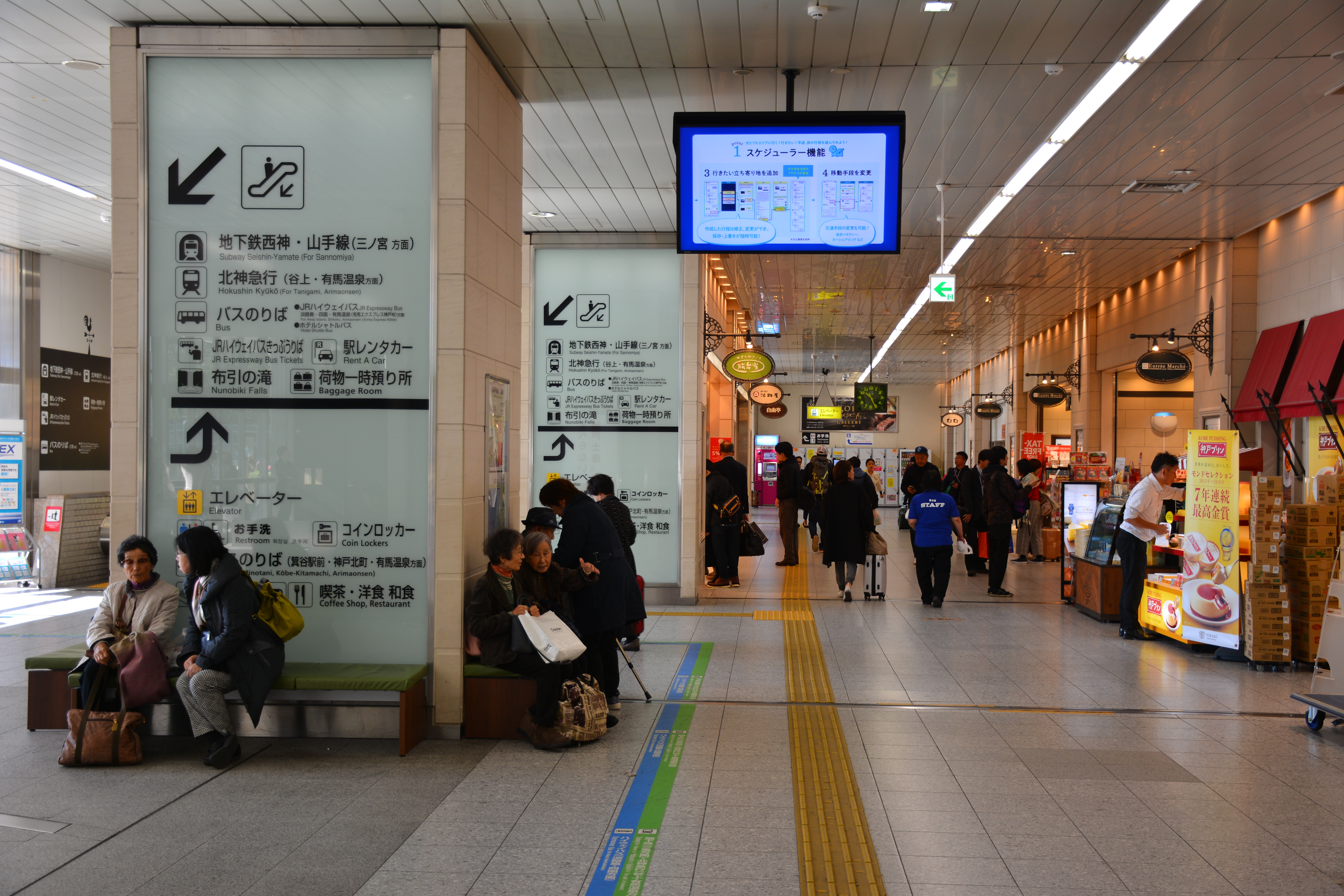
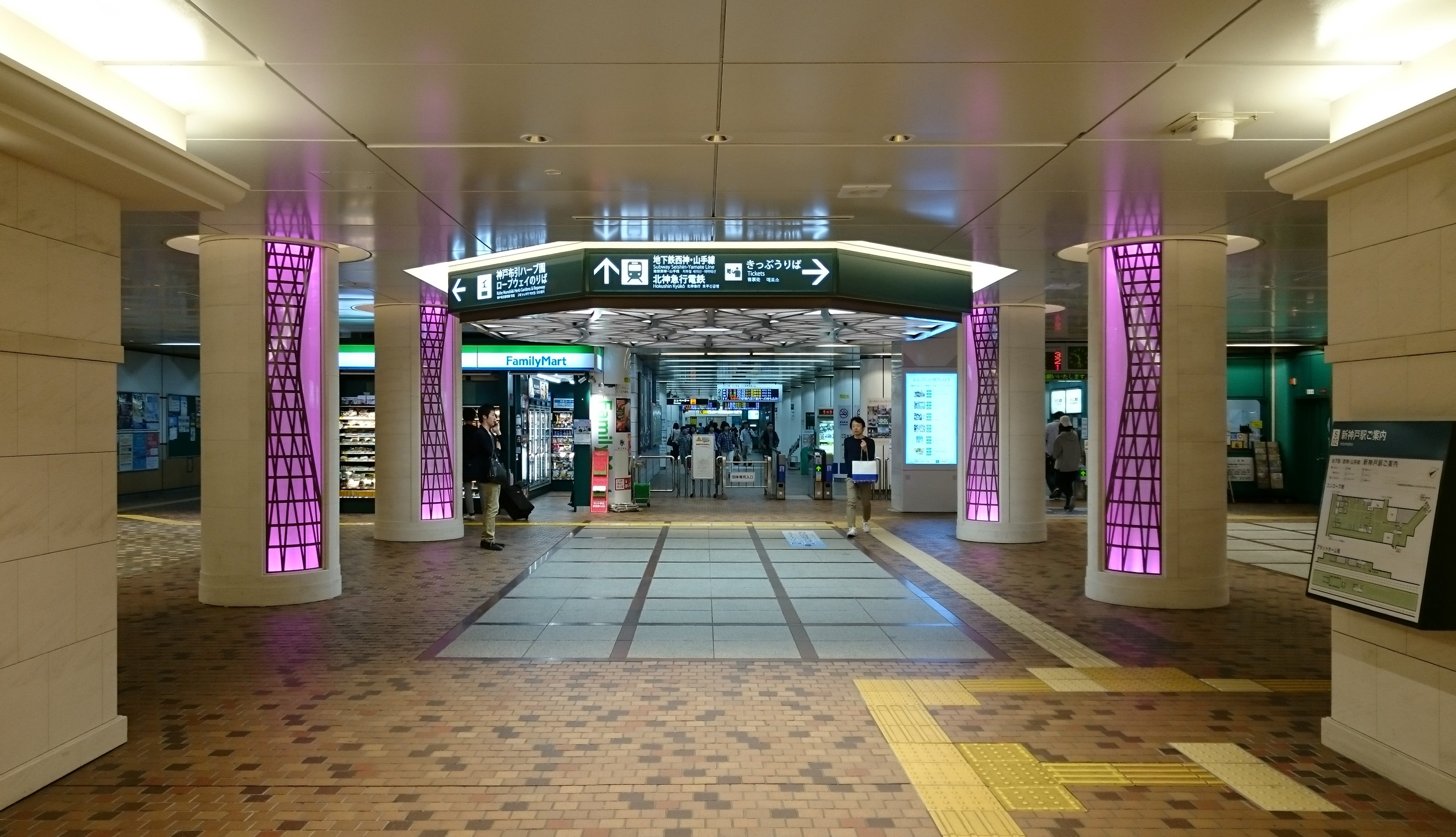
Novembre 2019.
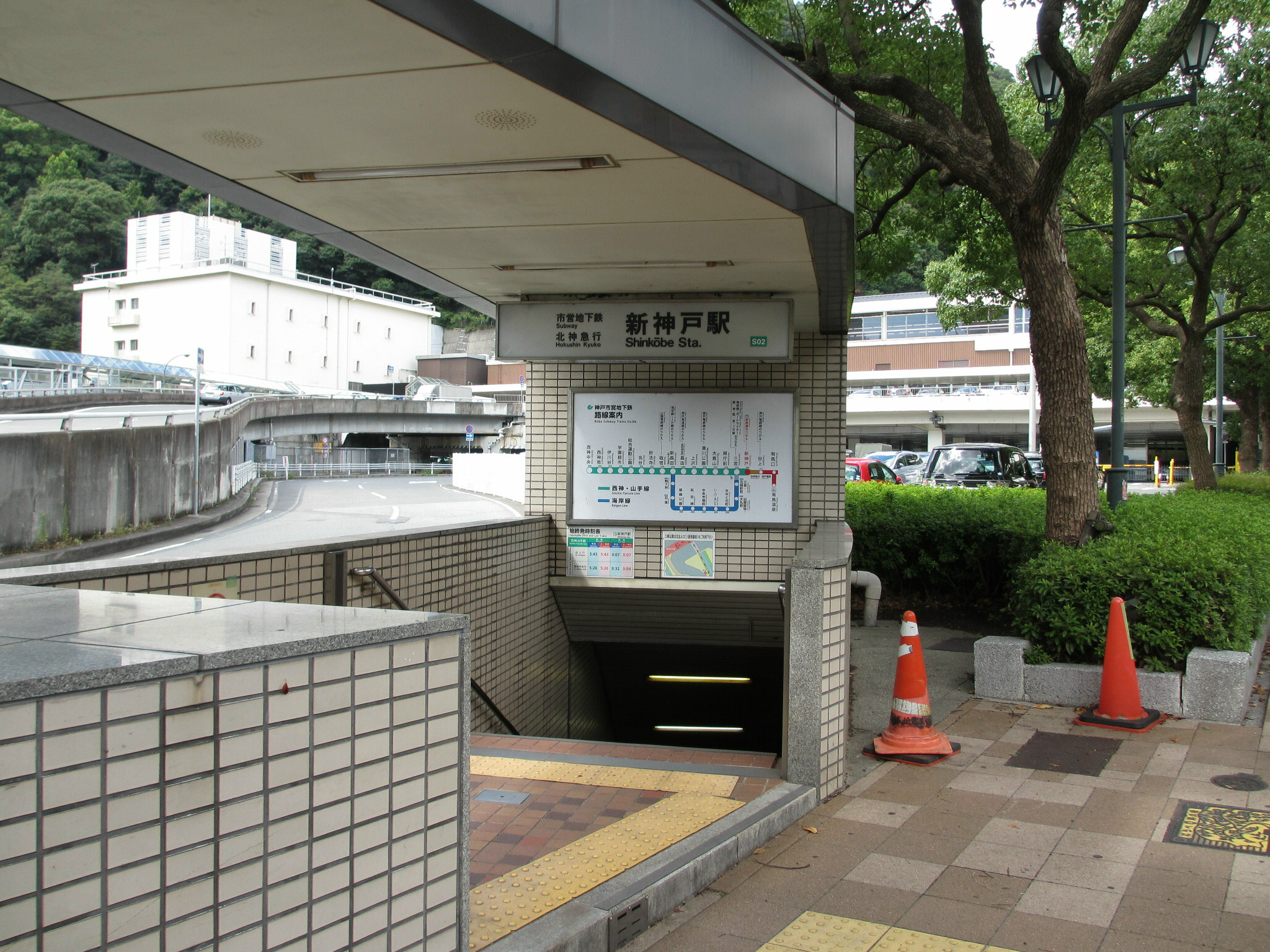

### Desserte
Shin-Kōbe est desservie par les rames de la ligne Seishin-Yamate et celles de la ligne Hokushin.
| N° de voie | Ligne          | Direction                        |
| ---------- | -------------- | -------------------------------- |
| 1          | Hokushin       | Tanigami                         |
| 2・3       | Seishin-Yamate | Sannomiya・Myōdani・Seishin-chūō |

Installations
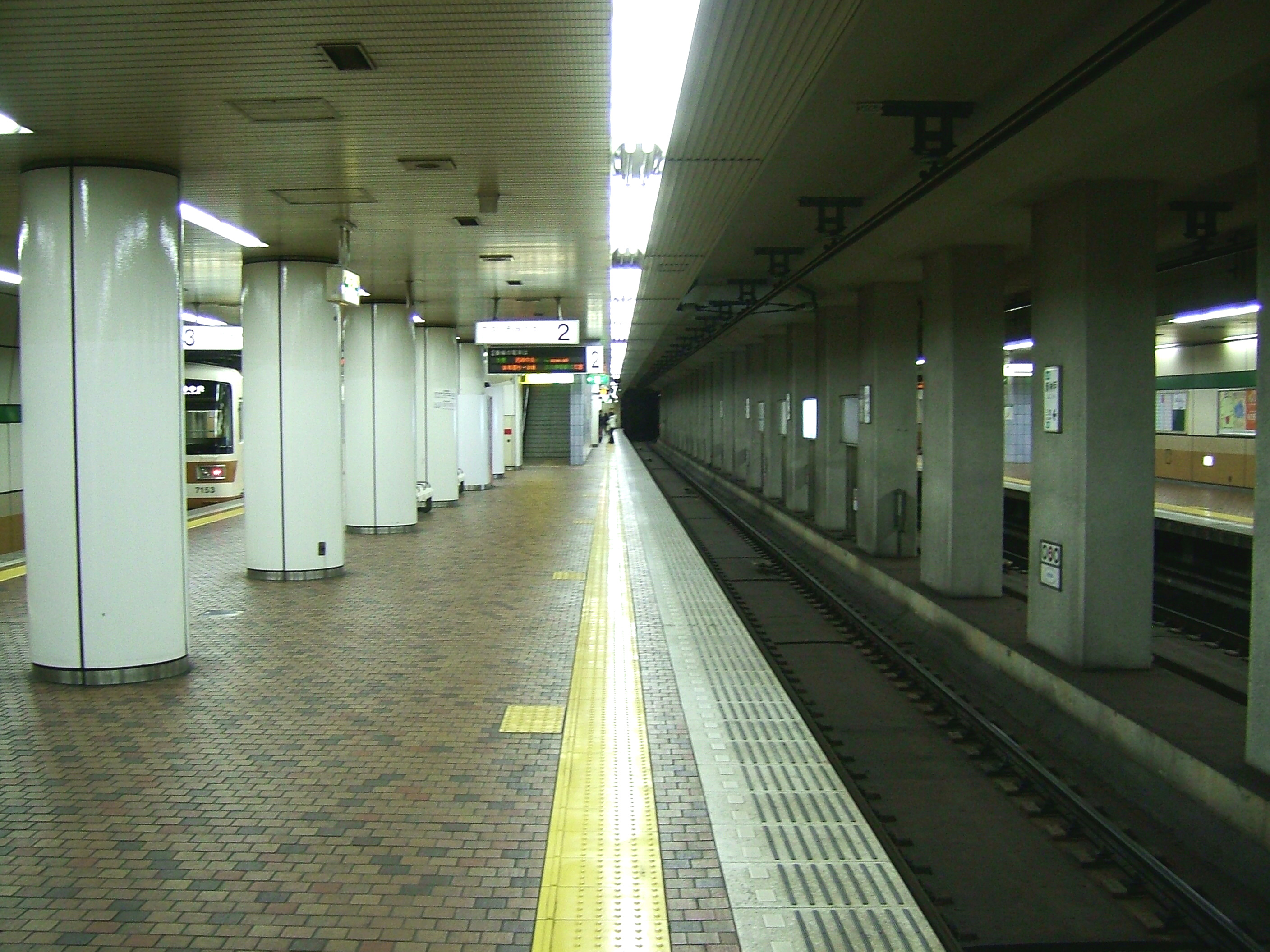
En 2008.
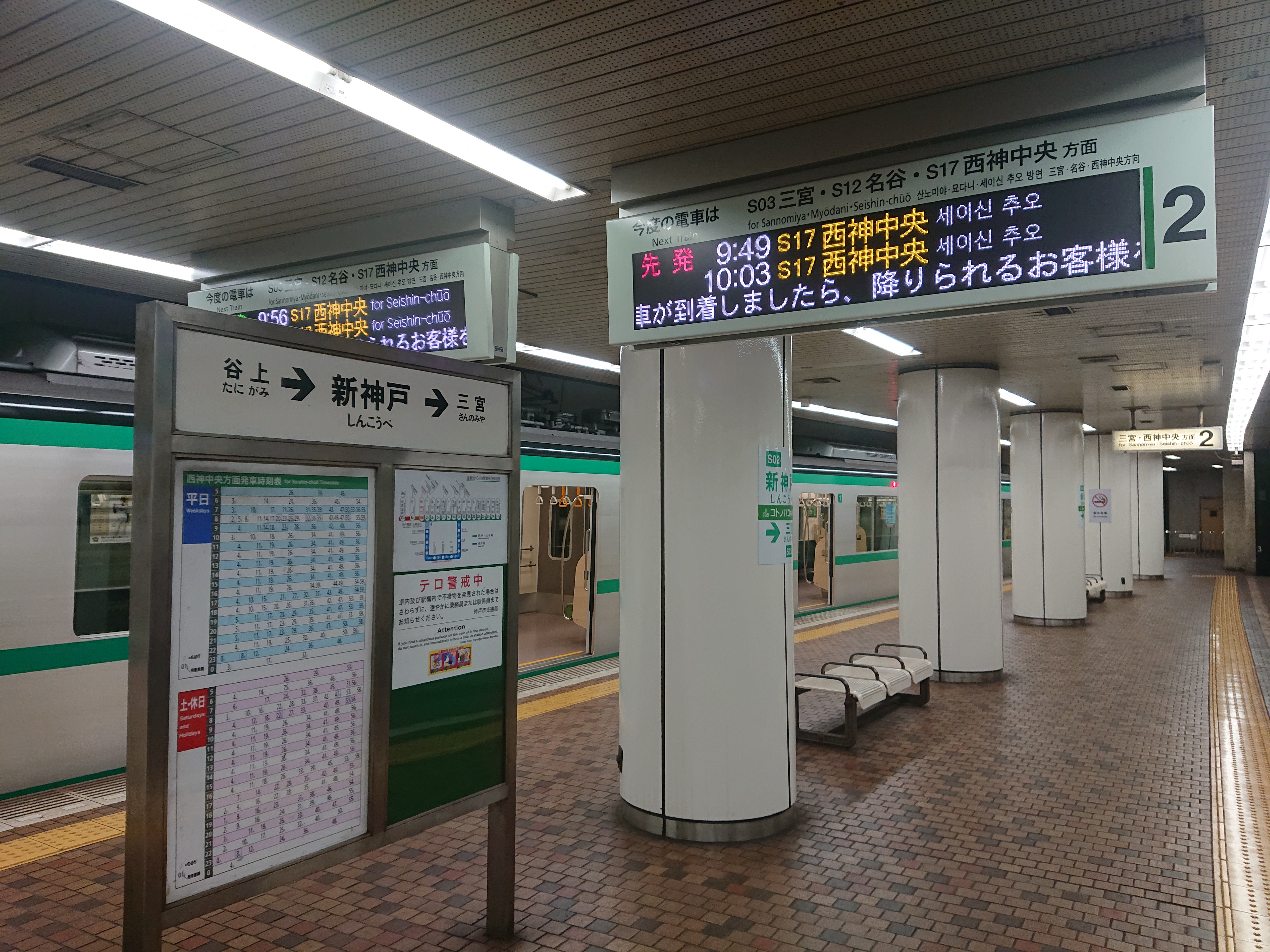
En 2019.

### Intermodalité
Elle est en correspondance directe, accessible aux personnes à mobilité réduite, avec la gare de Shin-Kōbe desservie par les trains à grande vitesse de la ligne Shinkansen Sanyō.

## À proximité
- Gare de Shin-Kōbe